# Maja Petrova
Maja Andreyevna Petrova ,ryska: Майя Андреевна Петрова, född Kawerina 26 maj 1982 i Volvograd, är en rysk handbollsspelare, mittsexa.  

## Karriär

### Klubblagsspel
Petrova började spela handboll i elvaårsåldern i en skola i Volgograd. När hon var 17 år ingick hon i truppen för ryska toppklubben Akva Volgograd (numera heter klubben GK Dynamo Volgograd) och med klubben vann hon 2001 det ryska mästerskapet. Sedan 2003 spelar hon för Rostov-Don. Med Rostov-Don vann hon 2007, 2008, 2012 och 2015 den ryska cupen. 2015, 2017, 2018 och 2019 vann hon ryska mästerskapet och 2017 EHF-cupen.

### Landslagsspel
Med Ryssland vann hon VM 2009 i Kina, 2008 kom hon trea i EM och fick ett EM-brons. I OS 2016 i Rio de Janeiro vann hon en guldmedalj. Hon spelade också i EM 2018 i Frankrike då ryskorna tog en silvermedalj. Petrova  har också spelat beachhandboll och 2004 vann hon både EM och VM med ryska beachhandbollslaget. Petrova har spelat 77 matcher för ryska handbollslandslaget. Hon är inte någon större målskytt och har bara stått för 86 mål.